# إكس-بريس بيرل
سفينة إكس-بريس بيرل (بالإنجليزية: X-Press Pearl) هي سفينة نقل حاويات من طراز Super Eco 2700 [الإنجليزية]. جرى بناؤها في عام 2021 وكان طولها 186 متر (610 قدم 3 بوصة). تقوم شركة X-Press Feeders بتشغيلها.
في 20 مايو 2021، اشتعلت النيران في السفينة قبالة ساحل كولومبو في سريلانكا. وفي 27 مايو غطت ألسنة اللهب السفينة وأُعلن خسارتها بالكامل. لكنها كانت لا تزال طافيةً، وكان يُعتقد أن النار تحت سيطرة رجال الإطفاء السريلانكيين بحلول الساعات المتأخرة من يوم 27 مايو 2021. بعد الاحتراق لمدة 12 يومًا، غرقت السفينة في 2 يونيو حيث سُحبت بعيدًا إلى المياه العميقة. يعتبر الحادث أسوأ كارثة بيئية بحرية في تاريخ سريلانكا.

## تاريخ البناء والتشغيل
قامت شركة Zhoushan Changhong International Shipyard Co. Ltd الصينية لمغذيات X-Press ومقرها سنغافورة ببناء السفينة إكس-بريس بيرل مع شقيقتها X-Press Mekong. يمكن لسفينة الحاويات التي يبلغ وزنها 37000 طن (DWT) أن تحمل 2743 وحدة تعادل عشرين قدمًا. سُلمت السفينة في 10 فبراير 2021.
بدأت السفينة بالعمل في المضيق إلى الشرق الأوسط (SMX) من X-Press Feeders من ميناء كلانج (ماليزيا) عبر سنغافورة وجبل علي (الإمارات العربية المتحدة) إلى ميناء حمد (قطر). كانت رحلة العودة عبر هزيرا (الهند) وكولومبو (سريلانكا) عائدة إلى ماليزيا. كانت السفينة قد قامت بثلاث رحلات في كولومبو في 17 مارس 18 أبريل واشتعلت فيها النيران بعد وقت قصير من رحلتها الثالثة في الميناء في 19 مايو.

## الحريق
غادرت السفينة ميناء هزيرا بالهند في 2 مايو 2021. وكانت تحمل 1486 حاوية تحمل 25 طناً من حامض النيتريك ومواد كيميائية ومستحضرات تجميل أخرى ووصلت إلى كولومبو في 19 مايو. كانت السفينة في محطة العودة في رحلة ذهاب وعودة لمدة 30 يومًا من بورت كلانج، ماليزيا، إلى قطر ودبي.
أفادت الأنباء أن سفينة الحاويات مُنعت من الدخول في ميناء حمد القطري وفي ميناء هزيرا الهندي قبل دخولها إلى ميناء كولومبو في سريلانكا. لكن مشغلي X-Press Pearl نفوا التقارير المتعلقة بمنع دخولها في موانئ قطر والهند. وقالت شركة X-Press Feeders، مالكة السفينة، إن الطاقم اكتشف تسريب حمض النيتريك من إحدى الحاويات وطلبوا من ميناء حمد في قطر وميناء هزيرا تفريغها. لكن رُفض الطلب لأنه «لم تكن هناك مرافق متخصصة أو خبرة متاحة على الفور للتعامل مع الحمض المتسرب»، وشرعت السفينة في رحلتها المخطط لها إلى كولومبو.
كانت السفينة قد وصلت إلى كولومبو ليلة 19 مايو ورست في المرفأ الخارجي في انتظار الدخول. ولم تُعلن السفينة حالة الطوارئ ولا تسرب الحامض. في 20 مايو، طلب وكلاء السفينة التعامل مع الحاوية. قال Harbour Master Nirmal de Silva إن ميناء كولومبو لديه الخبرة للمساعدة. بعد ذلك، قدمت السفينة أول تقرير لها عن وقوع حريق، أخمده الطاقم باستخدام نظام الإطفاء على متنها.
أفادت التقارير أن النيران اشتعلت في السفينة في 20 مايو على مسافة 9.5 ميل بحري (17.6 كـم؛ 10.9 ميل) شمال غرب ميناء كولومبو. اشتبهت البحرية السريلانكية وهيئة الموانئ السريلانكية التي صعدت على متن السفينة من أجل معرفة سبب الحريق في أن الحريق قد اندلع بسبب المواد الكيميائية التي يجري نقلها على متن السفينة. خلال حادثة الحريق، كان على متن السفينة طاقم مكون من 25 فردًا.
على الرغم من أن التقارير الأولية ربطت الحادث بتسريب الحمض، إلا أن Harbour Master De Silva قال إن الحريق اندلع في الحاوية رقم 2 في السفينة. وقال إن هناك حاجة إلى تحقيق أشمل لتحديد السبب.
في 25 مايو، وقع انفجار كبير داخل السفينة وجرى إجلاء جميع أفراد الطاقم البالغ عددهم 25 بسلام من السفينة. ونُقل اثنين من أفراد الطاقم الهنود الذين أصيبوا بجروح أثناء الانفجار إلى مستشفى كولومبو الوطني.
استمر الحريق في الاشتعال خلال 25 مايو، وبحلول وقت متأخر بعد الظهر كانت الحاويات تسقط في البحر. أعلنت هيئة حماية البيئة البحرية في سريلانكا (MEPA) عن حدوث تسرب نفطي من المستوى الثاني من على متن المخابئ مع تفاقم الحريق. أرسلت الهند سفن إطفاء ومكافحة التلوث تابعة لخفر السواحل، و زورق قطر وطائرة استطلاع بحرية لتدابير إنقاذ البحارة.
قال رئيس MEPA Dharshani Lahandapura في 26 مايو أن 378 طناً من النفط كانت على متن السفينة وأن نصفها يمكن أن تتسرب إلى البحر بعد انتهاء الحريق. حال سوء الأحوال الجوية دون انتشار أجهزة احتواء النفط حول السفينة، لكن السلطات كانت مستعدة لتنظيف النفط الذي وصل إلى الشاطئ. بحلول الصباح، جُرفت الأنقاض المحترقة وبعض البضائع المتساقطة إلى ساحل نيجومبو في سريلانكا. في 29 مايو، كانت السفينة لا تزال يتصاعد من الدخان، على الرغم من إطفاء النيران. وكان جسم السفينة لا يزال سليمًا. واصلت قاطرات مكافحة الحرائق صب الماء على السفينة. أسقط سلاح الجو السريلانكي مسحوقًا كيميائيًا جافًا. انضمت سفينة خفر السواحل الهندية ICG Samudra Prahari، وهي سفينة لمكافحة التلوث، إلى فرقة العمل. بحلول يوم 30 مايو، كان الحريق قد انطفأ في الغالب واستمروا في رش الماء على السفينة. وقالت شركة X-Press Feeders إن المُنقذين كانوا يتطلعون إلى الصعود إلى السفينة لإقامة وصلة لسحب السفينة. وصعدوا على متن السفينة في 1 يونيو لإجراء أول تفتيش. حيث وجدوا أن غرفة المحرك مغمورة بالمياه ولا يزال الدخان يتصاعد من الحمولة 1 و 2 و 3 بشكل متقطع.

## عمليات الإنقاذ
في 21 مايو 2021، نشرت البحرية السريلانكية سفينتي دورية وسفن حربية مثل Sagara وSindurala جنبًا إلى جنب مع طائرة في عمليات الإنقاذ لمكافحة الحرائق التي سارت على قدم وساق على الرغم من الظروف الجوية القاسية المحيطة بالمنطقة. وأُعلن عن السيطرة على الحريق في 21 مايو واستمرار جهود التبريد لمنع اندلاع الحريق. في 22 مايو، نشر سلاح الجو السريلانكي مروحية بيل 212 في عمليات الإنقاذ. جرى إجلاء الطاقم البالغ عدده 25، وكان اثنان منهم مصابين، وتبين أن أحدهم مصاب بفيروس كورونا.
في 2 يونيو 2021، أصدرت شركة X-Press Feeders بيانًا قالت فيه إن الشركة «تأسف للإبلاغ عن أنه على الرغم من أن المنقذين نجحوا في صعود السفينة وربط سلك لسحبها، إلا أن الجهود المبذولة لنقل السفينة إلى المياه العميقة قد باءت بالفشل».

## الضرر البيئي
قالت هيئة حماية البيئة البحرية في سريلانكا (MEPA) إنها تقيم الضرر البيئي وتجمع الأدلة. وُضعت الخطط لتقديم مطالبة مؤقتة. حدث تلوث بحبيبات الراتينج البلاستيكية ناجم عن تسرب البضائع على شواطئ سري لانكا اعتبارًا من 27 مايو. كما جرى غسل كريات البولي إيثيلين منخفض الكثافة على الأرض المجاورة. وفقًا لـ MEPA، كانت هناك ثلاث حاويات من الكريات البلاستيكية على متن السفينة، تزن كل منها 26000 كجم.
ويوصف الحادث بأنه كارثة بيئية كبيرة.
حذر خبراء الصحة وهيئة حماية البيئة من احتمال هطول أمطار حمضية خفيفة في سريلانكا بسبب انبعاث ثاني أكسيد النيتروجين. حظرت سلطات سريلانكا الصيد الساحلي من كالوتارا إلى نيجومبو، بسبب مخاوف من التلوث. ولم يتمكن حوالي 5600 قارب ليوم واحد من الخروج ووعدت الحكومة بتعويضات. كما حثت هيئة حماية البيئة البحرية الناس على عدم لمس أي حطام من سفينة الحاويات الملوثة بالمواد السامة.
وقالت وكالة حماية البيئة البحرية إنها بدأت في جمع الأدلة لتقديم مطالبة بتعويض مؤقت عن الأضرار البيئية التي سببتها السفينة. قُدِّمت شكوى للشرطة للتحقيق في الإهمال، وجرى تشكيل لجنة خبراء لتقييم الضرر البيئي طويل المدى. واصلت الأسماك والسلاحف الميتة انجرافها على شواطئ سريلانكا ويجري فحصها لتحديد ما إذا كانت مرتبطة بالتسربب. من بين 1486 حاوية، اعتُبرت 81 حاوية سامة وخطيرة تتضمن 5 أطنان من حمض النيتريك.
في يونيو 2021، أُعلن أن سفينة الحاويات قد غُمرت في البحر مما سيؤدي إلى آثار ضارة على الأنواع البحرية. في 2 يونيو، أخظأ المنقذون بسحب السفينة بعيدًا عن الساحل حيث اصطدمت المؤخرة بالقاع وفشلت العملية. وقالت إنديكا دي سيلفا، قبطان البحرية السريلانكية، إنه لم يتضح ما إذا كانت هناك أي مخابئ غير محترقة على متن السفينة، لكن السلطات تراقب تسربًا نفطيًا.

## التحقيقات
وبدأت التحقيقات في الحريق الذي اندلع على متن سفينة الحاويات في 30 مايو. أمر CD Wickramaratne، المفتش العام للشرطة، الشرطة بتسليم التحقيقات إلى إدارة التحقيقات الجنائية في سريلانكا، مع تحذير السلطات من اتخاذ إجراء قانوني محتمل ضد X-Press Feeders، أصحاب السفينة. في 31 مايو، كشف متحدث باسم الشرطة أن فريقًا خاصًا للشرطة مكونًا من عشرة أفراد سجلوا إفادات من النقيب وكبير المهندسين ونائب مهندس شركة إكس بريس بيرل.